# Karim Djellabi
Karim Djellabi, né le 31 mai 1983 à Épinay-sur-Seine (Seine-Saint-Denis, France) est un footballeur franco-algérien, qui évolue au poste de défenseur gauche ou milieu gauche de 2001 à 2018.

## Carrière
Karim Djellabi arrive au Angers SCO à l'âge de 11 ans, où il y est formé au poste de milieu gauche. En 1999, il remporte avec la sélection Atlantique la Coupe nationale des 15 ans (actuels U16) face à la Ligue Rhône-Alpes, marquant le but vainqueur en finale.
Il fait ses débuts professionnels sous le maillot angevin lors de la saison 2001-2002 de National. Avec l'arrivée de Jean-Louis Garcia, Karim est repositionné arrière gauche et devient un des joueurs cadres d'Angers, où il d'ailleurs élu meilleur joueur de la saison 2009-2010, une récompense rare pour un défenseur latéral.
C'est finalement l'année où le club décide d'ouvrir un centre de formation que Karim décide de partir à la recherche d'un nouveau défi. Avec plus de 200 matches en pro sous les couleurs du SCO (pour seulement un but, en 2003 face à Rouen), il représente un des symboles de la formation angevine. Son ancien entraîneur Stéphane Moulin déclare à son propos : « Il est formé au club, et fait maintenant partie de l’histoire d’Angers SCO. Karim Djellabi montre qu’Angers peut former des joueurs professionnels. C’est un bel exemple pour tous nos jeunes. »
Un temps convoité par Troyes en Ligue 1, les négociations trainent en longueur et Karim se retrouve sans club pendant plusieurs mois. Tout d'abord mis à l'essai par le Stade lavallois, il signe finalement un contrat de six mois le 10 janvier 2013 en faveur du FC Nantes afin de remplacer le capitaine nantais Olivier Veigneau, blessé. Il ne dispute que six matches de Ligue 2 sous ses nouvelles couleurs et n'est pas conservé à la fin de la saison.
Le 11 juin 2013, il signe un contrat de deux ans en faveur de l'AJ Auxerre, en Ligue 2. Sa préparation avec le club icaunais est difficile, Karim se blessant à la cheville à quelques semaines de l'ouverture du championnat. Il gagne néanmoins une place durable dans le onze titulaire auxerrois à la suite de l'arrivée du nouvel entraîneur Jean-Luc Vannuchi. En concurrence avec Marco Ramos, disputera 22 matches de championnat cette saison.
En mai 2015, il s'engage en faveur du Clermont Foot 63 pour une durée de deux ans.
En 2019 il met fin à une carrière professionnelle de 17 ans.

## Statistiques de carrière
| Saison                | Club                  | Championnat           | Championnat | Championnat | Coupe nationale | Coupe nationale | Coupe de la Ligue | Coupe de la Ligue | Total | Total |
| Saison                | Club                  | Division              | M.          | B.          | M.              | B.              | M.                | B.                | M.    | B.    |
| 2001-2002             | Angers SCO            | National              | 1           | 0           | -               | -               | -                 | -                 | 1     | 0     |
| 2002-2003             | Angers SCO            | National              | 13          | 1           | 2               | 0               | -                 | -                 | 15    | 1     |
| 2003-2004             | Angers SCO            | Ligue 2               | 16          | 0           | 3               | 0               | 1                 | 0                 | 20    | 0     |
| 2004-2005             | Angers SCO            | Ligue 2               | 24          | 0           | 2               | 1               | -                 | -                 | 26    | 1     |
| 2005-2006             | Angers SCO            | National              | 25          | 0           | 2               | 2               | 1                 | 0                 | 28    | 2     |
| 2006-2007             | Angers SCO            | National              | 32          | 0           | 2               | 0               | -                 | -                 | 34    | 0     |
| 2007-2008             | Angers SCO            | Ligue 2               | 31          | 0           | 2               | 0               | 1                 | 0                 | 34    | 0     |
| 2008-2009             | Angers SCO            | Ligue 2               | 32          | 0           | 1               | 0               | 1                 | 0                 | 34    | 0     |
| 2009-2010             | Angers SCO            | Ligue 2               | 32          | 0           | 3               | 0               | -                 | -                 | 35    | 0     |
| 2010-2011             | Angers SCO            | Ligue 2               | 32          | 0           | 5               | 0               | 1                 | 0                 | 38    | 0     |
| 2011-2012             | Angers SCO            | Ligue 2               | 30          | 0           | 3               | 0               | -                 | -                 | 33    | 0     |
| Sous-total            | Sous-total            | Sous-total            | 268         | 1           | 25              | 3               | 5                 | 0                 | 298   | 4     |
| 2012-2013             | FC Nantes             | Ligue 2               | 6           | 0           | -               | -               | -                 | -                 | 6     | 0     |
| Sous-total            | Sous-total            | Sous-total            | 6           | 0           | -               | -               | -                 | -                 | 6     | 0     |
| 2013-2014             | AJ Auxerre            | Ligue 2               | 22          | 0           | 1               | 0               | 4                 | 0                 | 27    | 0     |
| 2014-2015             | AJ Auxerre            | Ligue 2               | 31          | 0           | 7               | 0               | 1                 | 0                 | 39    | 0     |
| Sous-total            | Sous-total            | Sous-total            | 53          | 0           | 8               | 0               | 5                 | 0                 | 66    | 0     |
| 2015-2016             | Clermont Foot 63      | Ligue 2               | 36          | 0           | 2               | 0               | 1                 | 0                 | 39    | 0     |
| 2016-2017             | Clermont Foot 63      | Ligue 2               | 29          | 0           | 1               | 0               | 1                 | 0                 | 31    | 0     |
| 2017-2018             | Clermont Foot 63      | Ligue 2               | 3           | 0           | 1               | 0               | -                 | -                 | 4     | 0     |
| Sous-total            | Sous-total            | Sous-total            | 69          | 0           | 4               | 0               | 2                 | 0                 | 75    | 0     |
| Total sur la carrière | Total sur la carrière | Total sur la carrière | 393         | 1           | 36              | 3               | 12                | 0                 | 441   | 4     |

## Palmarès
Il est finaliste de la Coupe de France 2015 avec l'AJ Auxerre mais battu par le Paris SG.